# Kolarstwo na Światowych Wojskowych Igrzyskach Sportowych 2003 – wyścig ze startu wspólnego mężczyzn
Wyścig ze startu wspólnego mężczyzn podczas 3. Światowych Wojskowych Igrzyskach Sportowych został rozegrany 8 grudnia 2003 roku we włoskiej Katanii.
Zawody były równocześnie traktowane jako XVII Wojskowe Mistrzostwa Świata w kolarstwie.
Wystartowało 111 zawodników z 19 krajów. Najszybciej trasę pokonał Czech Jan Kunta ze średnią prędkością 42,825 km/h.

## Medaliści
| Złoto              | Srebro                | Brąz                 |
| Czechy · Jan Kunta | Francja · Eric Macret | Rosja · Eugeni Popov |

## Wyniki
| Wyścig ze startu wspólnego mężczyzn | Wyścig ze startu wspólnego mężczyzn | Wyścig ze startu wspólnego mężczyzn | Wyścig ze startu wspólnego mężczyzn |
| Miejsce                             | Państwo                             | Zawodnik                            | Czas                                |
| ----------------------------------- | ----------------------------------- | ----------------------------------- | ----------------------------------- |
| 1.                                  | Czechy                              | Jan Kunta                           | 2:36:55 h                           |
| 2.                                  | Francja                             | Eric Macret                         | +0:00                               |
| 3.                                  | Rosja                               | Eugeni Popov                        | +0:09                               |
| 4.                                  | Rosja                               | Vladimir Efimikim                   | +0:13                               |
| 5.                                  | Szwecja                             | Anders Gerhardsson                  | +0:13                               |
| 6.                                  | Słowenia                            | Jure Robič                          | +0:13                               |
| 7.                                  | Polska                              | Mateusz Rybczyński                  | +0:13                               |
| 8.                                  | Włochy                              | Massimo Stefani                     | +0:13                               |
| 9.                                  | Włochy                              | Alessandro Fontana                  | +0:13                               |
| 10.                                 | Polska                              | Krzysztof Miara                     | +0:13                               |

Źródło: